# رده‌بندی کیفیت زندگی مرسر
رده‌بندی کیفیت زندگی مرسر، (به انگلیسی: Mercer Quality of Living Survey) رده‌بندی شهرهای جهان بر مبنای مقایسه و امتیازبندی در آموزش، امنیت، حمل‌ونقل، تأمین اجتماعی، درآمد سرانه، سلامت و درمان، آب‌وهوا، اوقات فراغت، توانایی خرید و ۲۹ شاخص دیگر است که توسط مؤسسه منابع انسانی مرسر، (به انگلیسی: Mercer Human Resource Consulting) برای ۲۳۰ شهر جهان ارائه شده‌است.
در این رده‌بندی، وین پایتخت اتریش برای شش سال پیاپی دارای بالاترین کیفیت زندگی است و بغداد پایتخت عراق در سال ۲۰۱۶ از پایین‌ترین کیفیت زندگی برخوردار بوده‌است.

## فهرست بر مبنای امتیاز

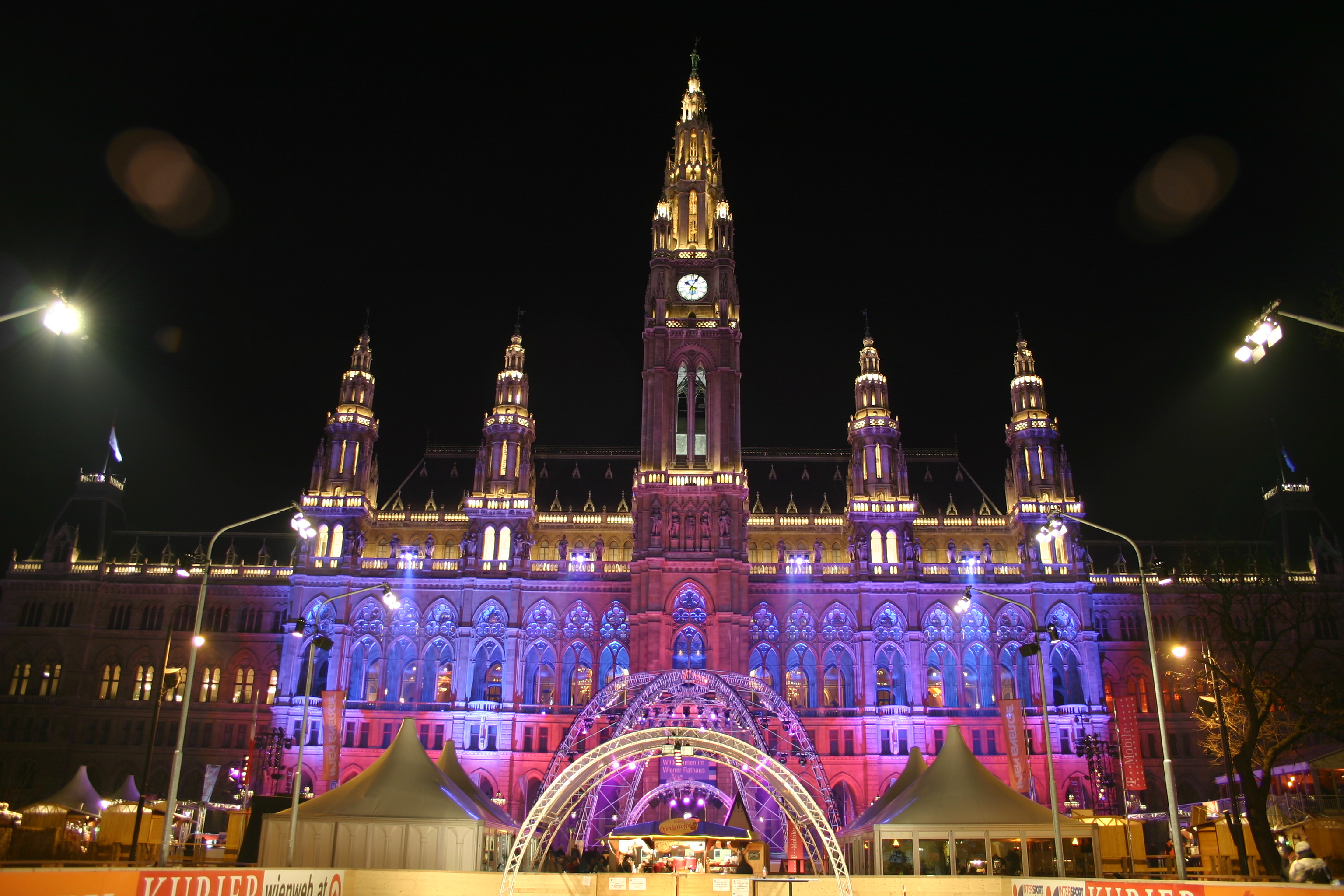
وین، اتریش

زوریخ، سوئیس

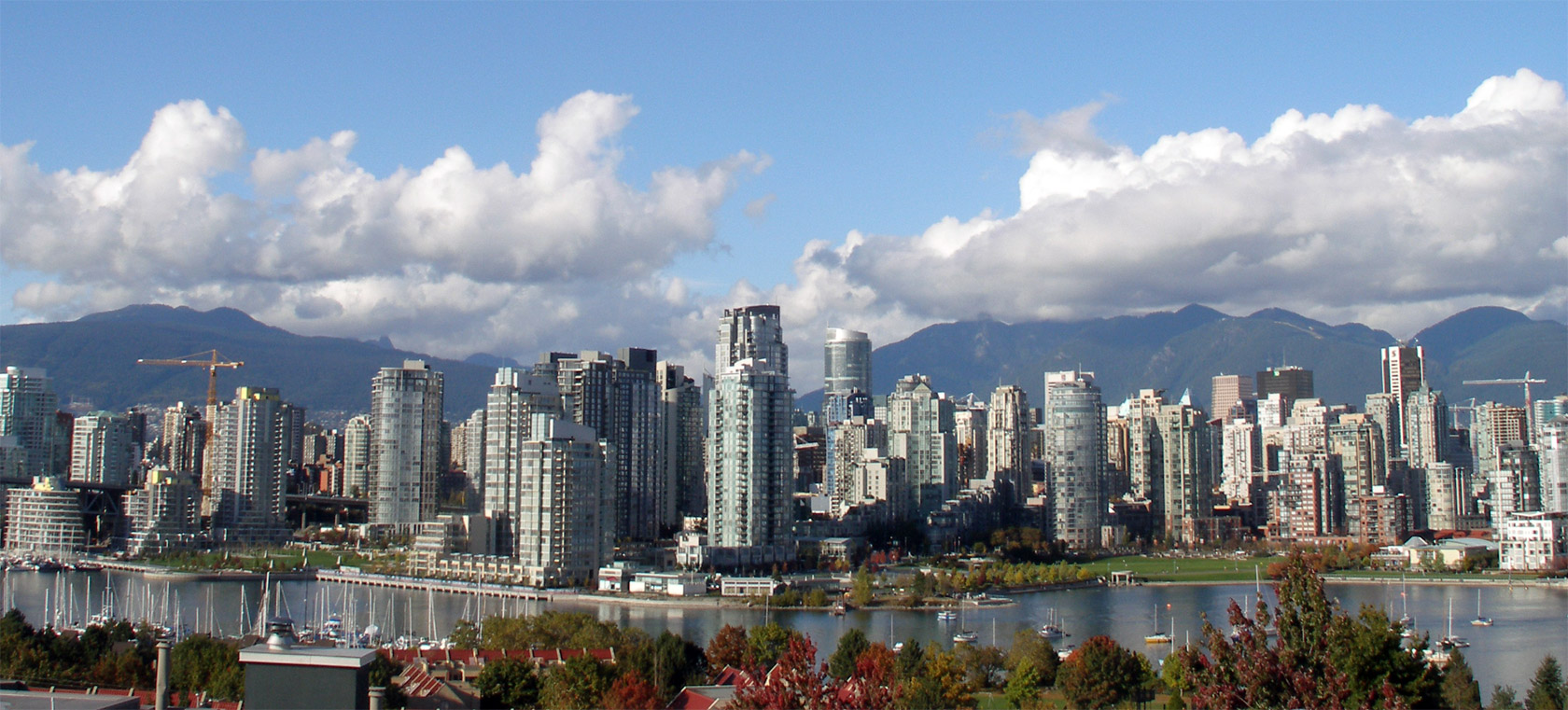
ونکوور، کانادا

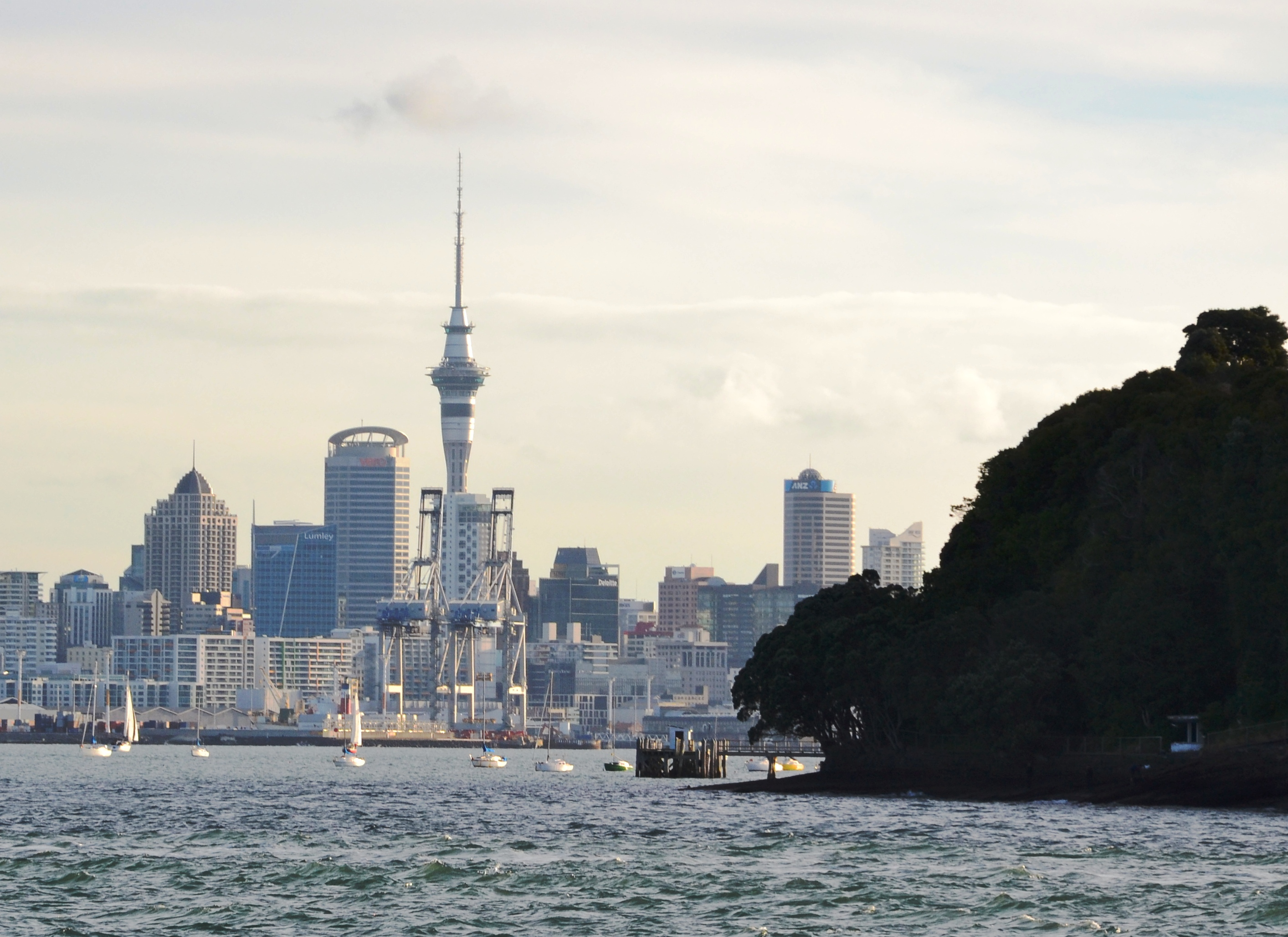
آوکلند، نیوزیلند

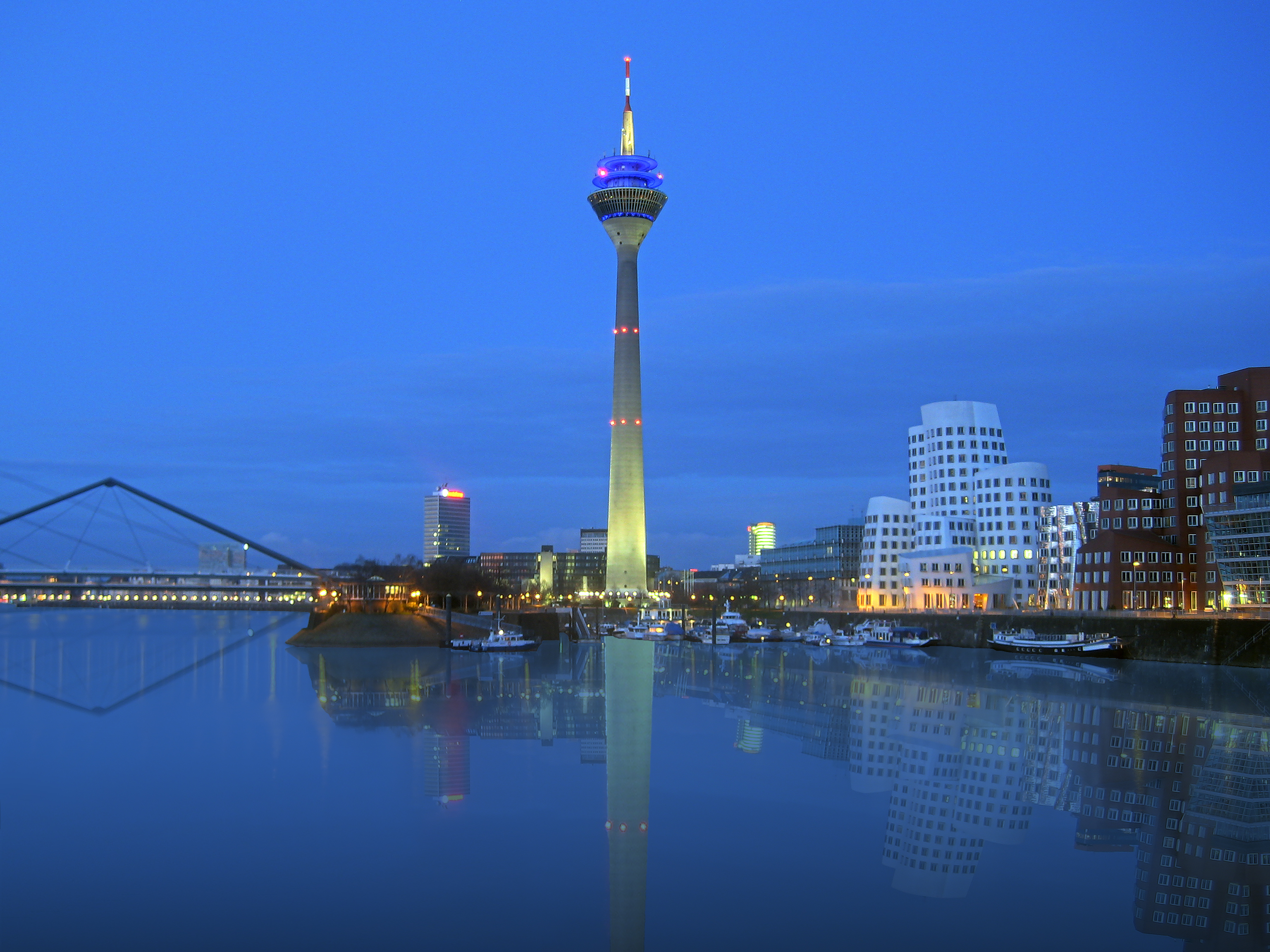
دوسلدورف، آلمان

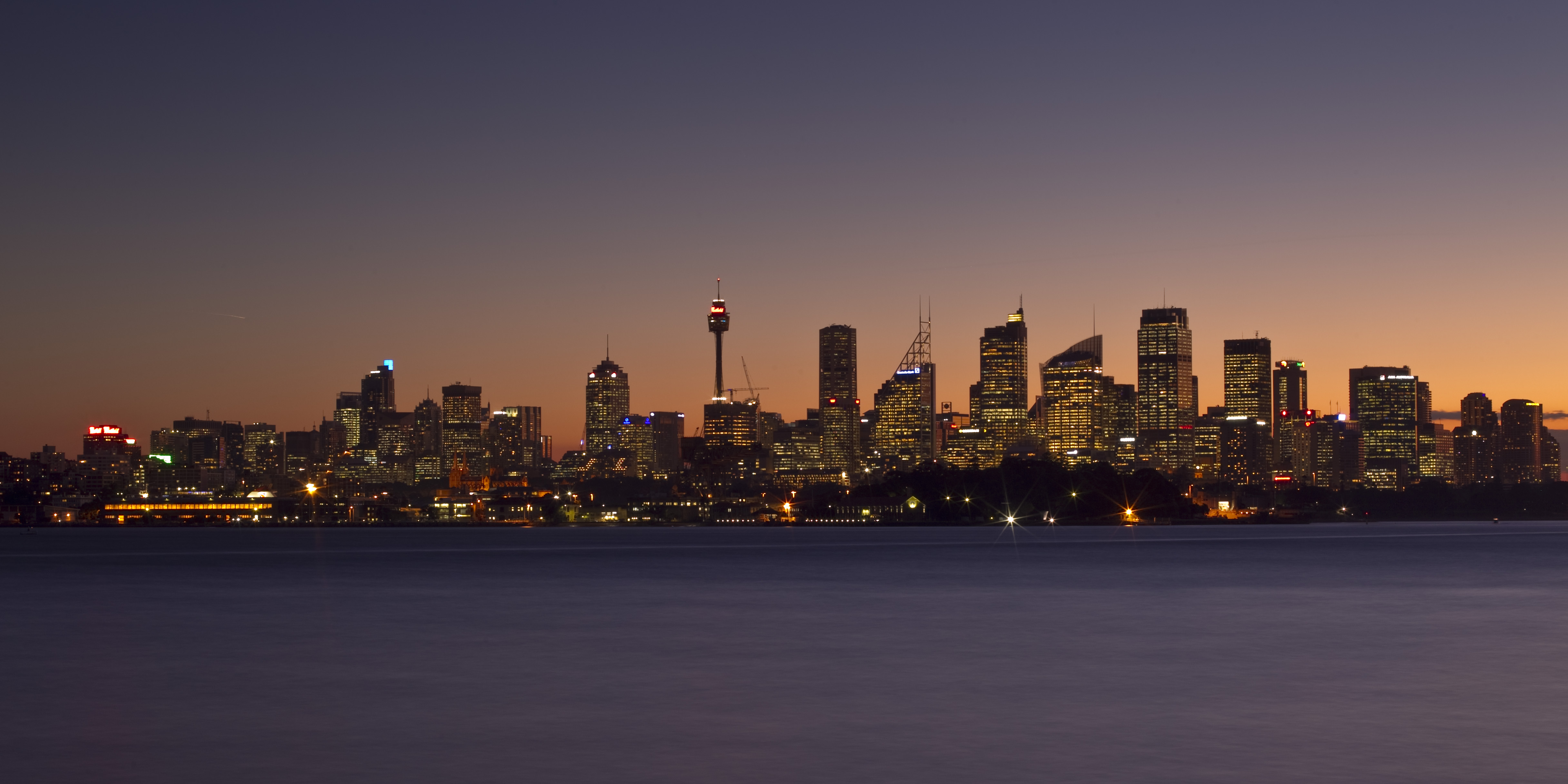
سیدنی، استرالیا

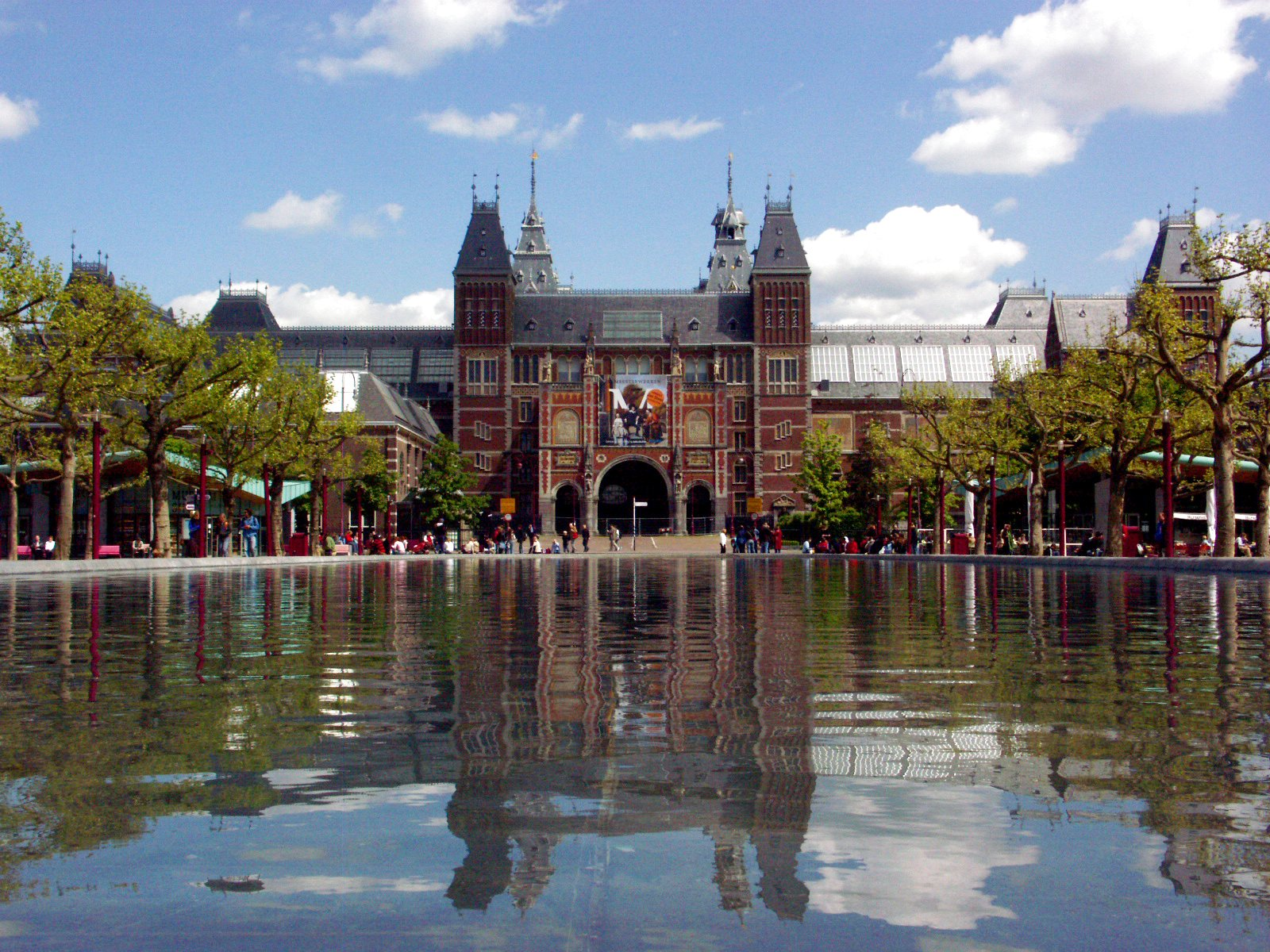
آمستردام، هلند

| رتبه در ۲۰۱۶ | رتبه در ۲۰۱۲ | رتبه در ۲۰۱۰ | شهر               | کشور                | امتیاز در سال ۲۰۱۰ |
| ------------ | ------------ | ------------ | ----------------- | ------------------- | ------------------ |
| ۱            | ۱            | ۱            | وین               | اتریش               | ۱۰۸٫۶              |
| ۲            | ۲            | ۲            | زوریخ             | سوئیس               | ۱۰۸٫۰              |
| ۲            | ۸            | ۳            | ژنو               | سوئیس               | ۱۰۷٫۹              |
|              | ۵            | ۴            | ونکوور            | کانادا              | ۱۰۷٫۴              |
| ۴            | ۳            | ۴            | آوکلند            | نیوزیلند            | ۱۰۷٫۴              |
| ۳            | ۶            | ۶            | دوسلدورف          | آلمان               | ۱۰۷٫۲              |
| ۷            | ۷            | ۷            | فرانکفورت         | آلمان               | ۱۰۷٫۰              |
|              | ۴            | ۷            | مونیخ             | آلمان               | ۱۰۷٫۰              |
| ۵            | ۱۰           | ۹            | برن               | سوئیس               | ۱۰۶٫۵              |
| ۱۰           | ۱۰           | ۱۰           | سیدنی             | استرالیا            | ۱۰۶٫۳              |
|              | ۹            | ۱۱           | کپنهاگ            | دانمارک             | ۱۰۶٫۲              |
| ۱۲           | ۱۳           | ۱۲           | ولینگتون          | نیوزیلند            | ۱۰۵٫۹              |
| ۱۱           | ۱۲           | ۱۳           | آمستردام          | هلند                | ۱۰۵٫۷              |
| ۱۴           | ۱۴           | ۱۴           | اتاوا             | کانادا              | ۱۰۵٫۵              |
|              | ۲۲           | ۱۵           | بروکسل            | بلژیک               | ۱۰۵٫۴              |
|              | ۱۵           | ۱۶           | تورنتو            | کانادا              | ۱۰۵٫۳              |
|              | ۱۶           | ۱۷           | برلین             | آلمان               | ۱۰۵٫۰              |
|              | ۱۷           | ۱۸           | ملبورن            | استرالیا            | ۱۰۴٫۸              |
|              | ۱۹           | ۱۹           | لوکزامبورگ        | لوکزامبورگ          | ۱۰۴٫۶              |
|              | ۱۹           | ۲۰           | استکهلم           | سوئد                | ۱۰۴٫۵              |
|              | ۲۱           | ۲۱           | پرت (استرالیا)    | استرالیا            | ۱۰۴٫۲              |
|              | ۲۳           | ۲۱           | مونترآل           | کانادا              | ۱۰۴٫۲              |
|              | ۱۷           | ۲۳           | هامبورگ           | آلمان               | ۱۰۴٫۱              |
|              | ۲۴           | ۲۴           | نورنبرگ           | آلمان               | ۱۰۳٫۹              |
|              | ۳۲           | ۲۴           | اسلو              | نروژ                | ۱۰۳٫۹              |
|              | ۲۶           | ۲۶           | کانبرا            | استرالیا            | ۱۰۳٫۶              |
| ۳۴           | ۳۵           | ۲۶           | دوبلین            | جزیره ایرلند        | ۱۰۳٫۶              |
|              | ۳۲           | ۲۸           | کلگری             | کانادا              | ۱۰۳٫۵              |
|              | ۲۵           | ۲۸           | سنگاپور           | سنگاپور             | ۱۰۳٫۵              |
|              | ۲۷           | ۳۰           | اشتوتگارت         | آلمان               | ۱۰۳٫۳              |
|              | ۲۸           | ۳۱           | هونولولو          | ایالات متحده آمریکا | ۱۰۳٫۱              |
|              | ۲۹           | ۳۲           | آدلاید            | استرالیا            | ۱۰۳٫۰              |
|              | ۲۹           | ۳۲           | سان فرانسیسکو     | ایالات متحده آمریکا | ۱۰۳٫۰              |
|              | ۲۹           | ۳۴           | پاریس             | فرانسه              | ۱۰۲٫۹              |
|              | ۳۲           | ۳۵           | هلسینکی           | فنلاند              | ۱۰۲٫۶              |
|              | ۳۷           | ۳۶           | بریزبن            | استرالیا            | ۱۰۲٫۴              |
|              | ۳۵           | ۳۷           | بوستون، ماساچوست  | ایالات متحده آمریکا | ۱۰۲٫۲              |
|              | ۳۸           | ۳۹           | لندن              | بریتانیا            | ۱۰۱٫۶              |
|              | ۳۹           | ۳۸           | لیون              | فرانسه              | ۱۰۱٫۹              |
|              | ۴۴           | ۴۰           | توکیو             | ژاپن                | ۱۰۱٫۴              |
|              | ۴۱           | ۴۱           | میلان             | ایتالیا             | ۱۰۰٫۸              |
|              | ۴۸           | ۴۱           | کوبه              | ژاپن                | ۱۰۰٫۸              |
|              | ۴۹           | ۴۱           | یوکوهاما          | ژاپن                | ۱۰۰٫۸              |
|              | ۴۰           | ۴۴           | بارسلون           | اسپانیا             | ۱۰۰٫۶              |
|              | ۴۴           | ۴۵           | لیسبون            | پرتغال              | ۱۰۰٫۳              |
|              | ۴۲           | ۴۵           | شیکاگو            | ایالات متحده آمریکا | ۱۰۰٫۳              |
|              | ۴۳           | ۴۵           | واشینگتن، دی. سی. | ایالات متحده آمریکا | ۱۰۰٫۳              |
|              | ۴۹           | ۴۸           | مادرید            | اسپانیا             | ۱۰۰٫۲              |
|              | ۴۴           | ۴۹           | نیویورک           | ایالات متحده آمریکا | ۱۰۰٫۰              |
|              | ۴۴           | ۵۰           | سیاتل، واشینگتن   | ایالات متحده آمریکا | ۹۹٫۸               |
|              | -            | ۴۹           | پیتسبورگ          | ایالات متحده آمریکا | -                  |

## جستارهای پیوسته
- بهترین شهرهای جهان برای زندگی